# Europsko prvenstvo u košarci – Švedska 2003.
Europsko prvenstvo u košarci 2003. godine održalo se u Švedskoj od 5. do 14. rujna 2003. godine.